# Arbeitslager Workuta

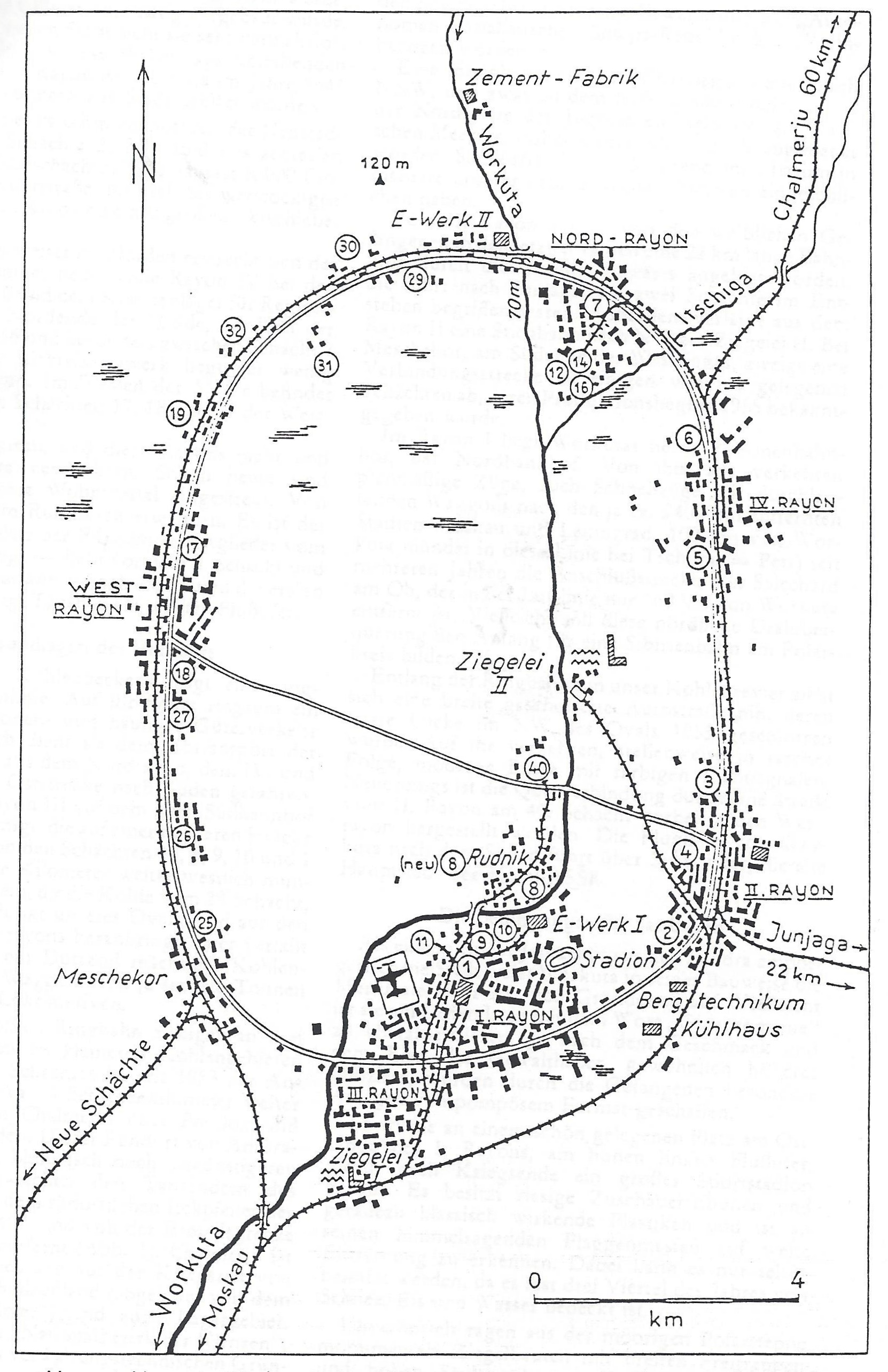
Lageskizze (nach 1950)

Das Arbeitslager Workuta (russisch Воркутинский исправительно-трудовой лагерь Workutinski isprawitelno-trudowoi lager,  Kurzform Воркутлаг Workutlag, deutsch Workutaer Besserungsarbeitslager, kurz WorkutLag) war ein Besserungsarbeitslager (ITL) des Gulag-Systems für politisch Verfolgte und Kriegsgefangene in der Sowjetunion. Das Lager befand sich nördlich der Stadt Workuta im Norden der Autonomen Sozialistischen Sowjetrepublik der Komi.

## Geschichte
Das Workuta-ITL – eines der größten und härtesten Zwangsarbeiterlager des Gulag – bestand offiziell vom 10. Mai 1938 und war noch in den 1960er Jahren in Betrieb. Bereits vor 1938 existierte in dem Gebiet ein Besserungsarbeitslager, welches im Zuge der sogenannten Uchta-Expedition entlang des Flusses Petschora entstanden war. Deswegen trug das Lager auch den offiziellen Namen Workuta-Petschora-ITL oder kurz WorkutPetschLag. Schon 1929 wurden Expeditionen in die Teilrepublik ASSR der Komi ausgesandt, um herauszufinden, ob die bereits seit zaristischen Zeiten vermuteten großen Mengen an Bodenschätzen dort vorzufinden seien. Diese Expeditionen in den Norden des Urals bestanden aus Geologen, die aus Konzentrationslagern stammten und ihre Freilassung versprochen bekamen, und Angehörigen der Geheimpolizei OGPU. Spätestens nach Probebohrungen im Jahr 1931 wurden enorme Rohstoffvorkommen nachgewiesen und Schätzungen von 1937 zufolge war in der Region um Workuta mit etwa 37,5 Milliarden Tonnen Steinkohle neben Erdgas, Erdöl u. a. zu rechnen. Aufgrund des hohen Bedarfs an Kohle im Zuge der forcierten Industrialisierung der Sowjetunion wurde daher 1929 in der unwirtlichen Gegend von Workuta, die kaum ein Arbeiter freiwillig betreten hätte, eine Siedlung durch die etwa 9000 dahin verschleppten Zwangsarbeiter errichtet, um die Rohstoffe abzubauen. Von 1948 bis 1954 gehörte das Sonderlager des MWD Nr. 6, das RetschLag (Flusslager), zum Lager-Komplex von Workuta.

## Belegung
Im Arbeitslager Workuta waren gleichzeitig bis zu 73.000 Personen inhaftiert. Insgesamt waren es weit über eine Million Männer und Frauen verschiedener Nationalitäten, die als Häftlinge beziehungsweise Kriegsgefangene nach Workuta zur Zwangsarbeit verschickt wurden. Davon kamen etwa 250.000 auf unterschiedlichste Art und Weise ums Leben. Die genaue Anzahl deutscher Gefangener ist unklar. Karl Wilhelm Fricke geht davon aus, dass etwa 40.000 bis 50.000 Deutsche aus der SBZ/DDR von 1945 bis 1955 durch sowjetische Militärtribunale verurteilt und davon 20.000 bis 25.000 in die Sowjetunion verschleppt wurden. Andere Zahlen sprechen von nur 5.000 Verschleppten, wovon etwa ein Drittel nach Workuta gekommen sein soll. Hinzu kommen noch Tausende Russlanddeutsche, die vor dem Zweiten Weltkrieg in der Sowjetunion lebten und nach dem deutschen Angriff 1941 inhaftiert wurden, sowie die in der Sowjetunion inhaftierten Kriegsgefangenen. Aus den letztgenannten Gruppen kamen allerdings nicht alle Gefangenen auch nach Workuta, weswegen die genaue Zahl schwer zu ermitteln ist (von den 370.000 Wolgadeutschen waren es beispielsweise etwa 13.000). Fest steht aber, dass das Zwangsarbeitslager in Workuta zum Hauptzielort für deutsche Gefangene in der Nachkriegszeit wurde.

## Gründe für Inhaftierung, Verurteilung und Verschleppung

Litauisches Ehrenmal (2006)

Waren Ende der 1930er Jahre noch fast ausschließlich Sowjetbürger, insbesondere Ukrainer, inhaftiert, die hauptsächlich wegen ihrer politischen Ansichten verfolgt und eingesperrt wurden, so änderte sich das Bild der Zusammensetzung des Lagers im Laufe des Zweiten Weltkriegs und der folgenden Zeit. Nun kamen unabhängig von Alter, Geschlecht oder Beruf vermehrt deutsche Kriegsgefangene und andere deutsche Bürger nach Workuta, die vermeintliche oder tatsächliche Mitglieder oder Helfer der NSDAP oder generell „potentiell gefährliche Deutsche“, zum Beispiel Sozialdemokraten, waren. Hinzu kamen darüber hinaus tatsächliche oder angebliche Kollaborateure aus den osteuropäischen Ländern wie ehemalige Angehörige der sowjetischen Armee, die sich selbst zuvor in deutscher Kriegsgefangenschaft befunden hatten und des Vaterlandsverrats bezichtigt wurden, sowie weitere Ostmitteleuropäer, die sich nicht den neuen kommunistischen Machthabern unterwerfen wollten. Entweder wurden die Gefangenen gleich zur Todesstrafe oder aber zu mehreren Jahren Zwangsarbeit verurteilt. Nach dem Krieg Verurteilte wurden zumeist nach Artikel 58 des sowjetischen Strafgesetzbuches, der dehnbare Begründungen wie „antisowjetische Agitation und Propaganda“, „konterrevolutionäre Aktivitäten“ und „Bandenbildung“ beinhaltete, belangt. Die Geständnisse wurden meist nach stundenlanger Folter erpresst. Mitunter war auch reine Willkür der Grund für die Verhaftung, wie das Beispiel eines Rumänen zeigt, der als ein gewisser „Pedru“ verhaftet und verschleppt wurde, aber weder so hieß, noch jemanden kannte, der diesen Namen trug.
Unumstritten ist, dass die Verhaftung, Verurteilung und Deportation so vieler Menschen auch durch wirtschaftliche Beweggründe motiviert war. Fest steht überdies, dass sich Lawrenti Pawlowitsch Beria in seinem Amt als Volkskommissar für Innere Angelegenheiten und damit als höchster Verantwortlicher über das gesamte Gulag-System stets darüber beklagte, dass in den Lagern zu wenige Arbeitskräfte vorhanden waren, um den Bedarf des Staates zu decken. Dabei war es Beria auch selbst, der die zu erreichenden Fördermengen an Ressourcen immer wieder nach oben korrigierte. So legte er zum Beispiel 1941 fest, dass sich der Ertrag des Kohleabbaus in den Jahren 1942–1948 zu verzehnfachen habe. Durch diese Planvorgaben erhöhte sich der Bedarf an Zwangsarbeitern.

## Haftbedingungen
Bereits beim Transport von Gefangenen, beispielsweise aus der SBZ/DDR, herrschten unmenschliche Bedingungen. So kam es etwa vor, dass drei Personen in Ein-Mann-Zellen eines als Postwaggon getarnten unbeheizten Zuges gesperrt wurden, sodass immer nur einer sitzen konnte, während die anderen standen, bis sie irgendwann vor Erschöpfung zusammenbrachen. Die Verpflegung war völlig unzureichend. Tagesration war lediglich eine Handvoll gesalzener Heringe, 300 g Brot und ein Becher Wasser. Transporte aus Westeuropa mussten in der belarussischen Grenzstadt Brest auf die Breitspurbahn umgespurt werden, was drei bis fünf Tage dauerte, an denen die Gefangenen in einem heruntergekommenen Gefängnis untergebracht waren. Kälte, Eisenbetten ohne Matratzen oder Decken und „Myriaden“ von Wanzen machten den Gefangenen zu schaffen. Ähnliche Zustände herrschten auch an anderen Zwischenstationen.
Je nach Grund der Verurteilung kamen die Gefangenen in unterschiedliche Lager, entweder in das WorkutLag oder das Retschlag (alias Flusslager). Das Lager existierte als untergeordnete Struktureinheit des WorkutLag vom 27. Januar 1948 bis zum 26. Mai 1954. In ihm kamen hauptsächlich Schwerverbrecher unter, während im WorkutLag vor allem Gefangene wegen politischer Vergehen und kleinerer Straftaten untergebracht wurden.
Am Zielort waren die Gefangenen im Winter der bitteren Kälte am nördlichen Polarkreis ausgesetzt. Temperaturen von bis zu −56 °C und die von September bis Mai stürmende Purga setzten den meist unzureichend bekleideten Deportierten erheblich zu. Lediglich im Sommer waren die Temperaturen erträglich. Die primitiven Baracken aus Holz, in denen die Gefangenen ebenso mit Unmengen von Wanzen und anderem Ungeziefer zu kämpfen hatten, konnten der Kälte nur wenig entgegensetzen. Auch den sowjetischen Machthabern war klar, dass das Arbeiten bei solchen Temperaturen nur schwer möglich sein würde, weshalb im Freien nur dann gearbeitet werden musste, wenn die Temperatur über −36 °C lag. Lag die Temperatur darunter, musste zumindest nicht draußen gearbeitet werden. Der typische Alltag war in 10-Stunden-Schichten eingeteilt, wobei der Arbeitsablauf immer wieder durch Leibesvisitationen und Vollzähligkeitskontrollen unterbrochen wurde, obwohl die Fluchtwahrscheinlichkeit relativ gering war, denn die Chance tendierte gegen null, nach einer erfolgreichen Flucht in der Öde der Nordpolarkreisregion überleben zu können.
Neuankömmlinge im Lager wurden häufig Opfer von Raubüberfällen durch Schwerkriminelle, die sich zu regelrechten Banden zusammenrotteten. Dies wollte die Lagerleitung eigentlich verhindern, indem sie alle drei bis sechs Monate die Zusammensetzung der Lager und Arbeitsgruppen mit der Absicht änderte, es nicht zu Verbrüderungen und Gruppenbildungen kommen zu lassen. Da allerdings einige der Wärter mit Gefangenen zusammenarbeiteten, wurden die Raubzüge oftmals toleriert. Zusätzlich überwachten Spitzel des NKWD die Insassen und achteten darauf, dass sich keine verschwörerischen Gruppen bildeten. Je Lagerabteilung gab es etwa zwei bis drei Spitzel, die oft entlarvt und dann durch Lynchjustiz abgestraft wurden. Das anschließende Geständnis brachte den „Tätern“ meist weitere 25 Jahre Zwangsarbeit ein.
Körperliche Hygiene war in Workuta nur eingeschränkt möglich. Zahnbürsten und Zahnpasta gab es jahrelang nicht; Seife wurde nur in kleinen Portionen einmal pro Woche ausgegeben. Duschen war zwar täglich möglich, wurde aber nur gestattet, wenn unter Tage gearbeitet wurde. Unzureichend war auch die medizinische Versorgung. Medikamente und Narkosemittel gab es kaum. So mussten die ebenfalls inhaftierten Ärzte, die sich zum Zeitpunkt ihrer Verhaftung mitunter noch im Studium befunden hatten, beispielsweise einem Gefangenen ohne Betäubung den Zeh amputieren oder anderen den Blinddarm oder Nierensteine ohne Narkose entfernen. Neben häufig selbst zugefügten Verletzungen, um der anstrengenden Arbeit wenigstens für eine Weile zu entgehen, litten die Gefangenen zumeist an Mangelerkrankungen, da die Nahrung keine oder kaum Vitamin- oder Eiweißbestandteile besaß, teilweise gefroren oder verdorben oder durch das nahe gelegene atomare Versuchsgebiet Nowaja Semlja radioaktiv kontaminiert war.
Nach dem Zweiten Weltkrieg sahen die Rationen für die Gefangenen bei 100 % Normerfüllung etwa so aus: 600 g (sehr wässriges) Brot, 40 g Fisch oder Fleisch, 150–250 g Kaschabrei (aus Haferflocken, Hirse, Buchweizen, Gersten-, Roggen- oder Weizengraupen oder selten auch Grieß), 5 g Öl und 750 g Kohl-, Sauerkraut-, Sauerampfer- oder Graupensuppe. Die Rationen waren in den ersten Jahren die einzige Art der Bezahlung für die Arbeiter und waren an die Erfüllung der Arbeitsnormen gebunden. Wer das Tagessoll nicht erreichte, bekam weniger Nahrung und musste mit weniger Kraft am nächsten Tag versuchen, der Arbeitsnorm zu genügen. Bei Erfüllung oder Übererfüllung des Solls wurde den Gefangenen zusätzliche Nahrung beziehungsweise auch besondere Nahrungsmittel wie Zitronen oder Konfekt angeboten. Ab dem 1. Januar 1952 wurde das System der Bezahlung modifiziert, da die Arbeiter nun neben den Rationen auch tatsächlich einen geringen Verdienst ausgezahlt bekamen, den sie in der Kantine in zusätzliche Nahrungsmittel investieren oder sparen konnten.
Es war für einen Häftling von Vorteil, Russisch oder eine andere osteuropäische Sprache zu beherrschen, um mit anderen Gefangenen oder den Wärtern kommunizieren zu können, was allerdings besonders unter den Deutschen nicht sehr verbreitet war. Konnte man Russisch, so war es möglich, zwischen Abendessen und Barackenschluss in der Kulturbaracke Klassiker der russischen Literatur zu lesen, oder wenigstens ein wenig von der Welt zu erfahren, indem man die Parteizeitung Prawda las. Mit der Zeit gelang es den Gefangenen auch, hinter die propagandistischen Texte der Prawda zu schauen. Gelegentlich fanden Kulturabende mit Konzerten, Theateraufführungen oder Filmen statt. Offiziell war es möglich, seinen Angehörigen Briefe zu schreiben. Jedoch mussten Ausländer dafür ein spezielles Formular ausfüllen, das nie vorrätig war. Wäre dies allerdings zur Sprache gebracht worden, wäre es eine strafbare Verleumdung der Sowjetunion gewesen.

## Aufgaben der Häftlinge
Die ersten nach Workuta verschleppten Häftlinge fanden in der Gegend noch keine Lagerstrukturen vor, nicht einmal wirksames Werkzeug war vorhanden. Bis sie ihre Baracken gebaut hatten, mussten sie in Erdhöhlen hausen. Nach dem 1939 erfolgten Beschluss der forcierten Erschließung des Gebietes und damit des massiven Abbaus der Ressourcen begannen die Häftlinge mit dem Bau einer Eisenbahnstrecke nach Kirow. Unter großen Verlusten gelang dieses Vorhaben bis 1942. Vor der Fertigstellung der Strecke wurden die Zwangsarbeiter über Flüsse nach Workuta transportiert und die Kohle auf demselben Weg zurück. Bis heute gibt es keine ausreichende Straßenanbindung.
Neulinge in Workuta wurden zunächst in Quarantäne gesteckt und mussten nur leichtere Arbeiten verrichten, wie etwa Kartoffeln schälen oder das Ausladen von Nahrungsmitteln. Die Gewöhnung an die Umgebung und die Verhältnisse stand erst einmal im Vordergrund. Nach der kurzen Eingewöhnungsphase mussten die Häftlinge zu körperlich anstrengenderer Arbeit übergehen, wie etwa dem Bau neuer Baracken oder Arbeiten, bei denen der zugefrorene Boden mit unzureichenden Arbeitsgeräten aufgerissen werden musste. Die meist völlig entkräfteten Männer und Frauen waren dazu jedoch meist nicht mehr in der Lage. Andere schwere Arbeiten neben dem Erdaushub waren Betonmischen per Hand, losen Zement verladen, Kohlenwaggons entladen und das Schneeräumen nur mit einem Spaten.
Die körperlich schwersten Arbeiten hatte insbesondere seit 1941 die immer größer werdende Gruppe deutscher Kriegsgefangener zu verrichten, was die erhöhte Sterblichkeitsrate unter ihnen verdeutlicht. Wer schwächelte und keinen hatte, der die körperlich anstrengende Arbeit wenigstens für einen Moment übernahm, wurde beschimpft, geschlagen und als Arbeitsverweigerer hingestellt, was wiederum Karzerhaft zur Folge hatte.

„Für den Gefangenen gab es nichts als die ewige Mühle: Essen – schlafen – arbeiten – schlafen – arbeiten – tagaus, tagein. Es gab keinen Sonntag oder Feiertag, sondern lediglich die Einrichtung des sogenannten ‚Wychotneu‘, das heißt, daß man jede siebte Schicht in der Baracke bleiben konnte, wenn die Brigade zur Arbeit angetrieben wurde. Man konnte dann eine Schicht zusätzlich schlafen. ‚Wychotneu‘ bedeutet so viel wie ‚Ausgang‘ – ein Zynismus.“

## Nach dem Tod Stalins
Im Sommer 1953 fand der Aufstand von Workuta statt, der rund 10 Tage dauerte. Trotz der blutigen Niederschlagung des Streiks verbesserte sich die Lage für die Gefangenen zunehmend. Nach dem Tod Stalins im März 1953 folgten einige Jahre der Tauwetter-Periode, eine Phase der Entstalinisierung unter Nikita Chruschtschow. Während dieser wurde das Arbeitslager Workuta schließlich aufgelöst.
Ende 1953 war es möglich, seinen Angehörigen einen Brief zu schreiben; die nötigen Formulare waren nun vorhanden. Außerdem gab es bereits einige Freilassungen von Häftlingen, die in Deutschland vom Schicksal ihrer noch inhaftierten Freunde berichteten. Seit Anfang 1954 war es ebenso möglich, sich Päckchen schicken zu lassen, die vom Roten Kreuz ausgeliefert wurden. Dies bedeutete eine gewisse Steigerung der Lebensqualität durch z. B. dringend benötigte warme Kleidung. Über die Freilassung aller deutschen Häftlinge wurde im September 1955 entschieden, als Bundeskanzler Konrad Adenauer auf Einladung der Sowjetunion nach Moskau kam (Heimkehr der Zehntausend).
Mit dem Abtransport aus Workuta waren die Gefangenen noch nicht frei, aber die Lage hatte sich für sie deutlich entspannt. Zunächst wurden die meisten über Gorki in ein anderes Lager in Ostmitteleuropa gebracht. Arbeitsverweigerungen wurden nicht mehr bestraft und zur allgemeinen Verwunderung unter den Insassen akzeptierte das sowjetische Wachpersonal sogar, dass Häftlinge sich einen Fußballplatz bauten und sich sportlich betätigten. Es kam auch zu Spielen gegen die Wachmannschaft, wobei die nötigen Materialien für das Fußballspielen – Bälle, Trikots etc. – von Spielern des 1. FC Kaiserslautern kamen. Zusammen mit der Wachmannschaft lauschten die Inhaftierten auch einem Spiel der deutschen Fußballnationalmannschaft gegen die Sowjetunion in Moskau. Alles in allem warteten die Inhaftierten nur noch darauf, endlich freizukommen. In welchen der beiden deutschen Staaten sie freigelassen wurden, hatten die Häftlinge sogar mehr oder weniger selbst in der Hand. In Verhören mit Offizieren gaben einige, die eigentlich in der DDR ihre Heimat hatten, Adressen in Westdeutschland an, in der Hoffnung, in die Bundesrepublik entlassen zu werden, was auch tatsächlich geschah.
Inhaftierte aus anderen Nationen kamen ebenso nach und nach frei. So gab es zum Beispiel am 19. September 1955 einen Erlass des Obersten Sowjets, der alle Bürger der Sowjetunion amnestierte, denen zuvor eine Kollaboration mit Deutschen vorgeworfen worden war. Auch Schwerverbrecher kamen mit der Zeit frei. Viele von ihnen siedelten sich in Workuta an, da sie hier eine Arbeit in den Bergwerken und eine Art Heimat hatten. Die am längsten inhaftierte Gruppe waren die Häftlinge, die aufgrund nationalistischer Straftaten verurteilt worden waren: Sie kamen erst mit der Schließung des Arbeiterlagers frei.

## Bekannte Häftlinge
- Hans Günter Aurich
- Heinz Baumkötter
- Hermann Becker
- Menachem Begin
- Peter Emiljewitsch Bendel
- Horst Bienek
- Ernst Busse
- Wolfgang Duncker
- Kurt Eccarius
- Gerhard Fittkau
- Paul Franken
- Brigitte Gerland
- Valentín González
- Werner Gumpel
- Horst Hennig
- Kurt Herzog
- Johannes Hiob
- Martin Hoffmann
- August Höhn
- Siegfried Jenkner
- Erwin Jöris
- Aurel von Jüchen
- Anton Kaindl
- Kurt Koblitz
- Walter Kolberg
- Michael Körner
- Jaan Kross
- Aino Kuusinen
- Hryhorij Lakota
- Otto Lasch
- Susanne Leonhard
- Lorenz Lochthofen
- Peter Musiolek
- John H. Noble
- Erich Reschke
- Horst Rocholl
- Ursula Rumin
- Manne Saathoff
- Paul Sakowski
- Hans-Dieter Scharf
- Andreas Schmidt
- Paul August Schmitz
- Joseph Scholmer
- Wilhelm Schubert
- Horst Schüler
- Hem Schüppel
- Willi Schütz
- Sergei Sedow
- Gustav Sorge
- Bernhard Steinberger
- Günter Stempel
- Julius Stürmer
- Erica Wallach
- Wassyl Welytschkowskyj
- Lothar Wolleh

## Umgang mit Workuta nach dem Zusammenbruch der Sowjetunion

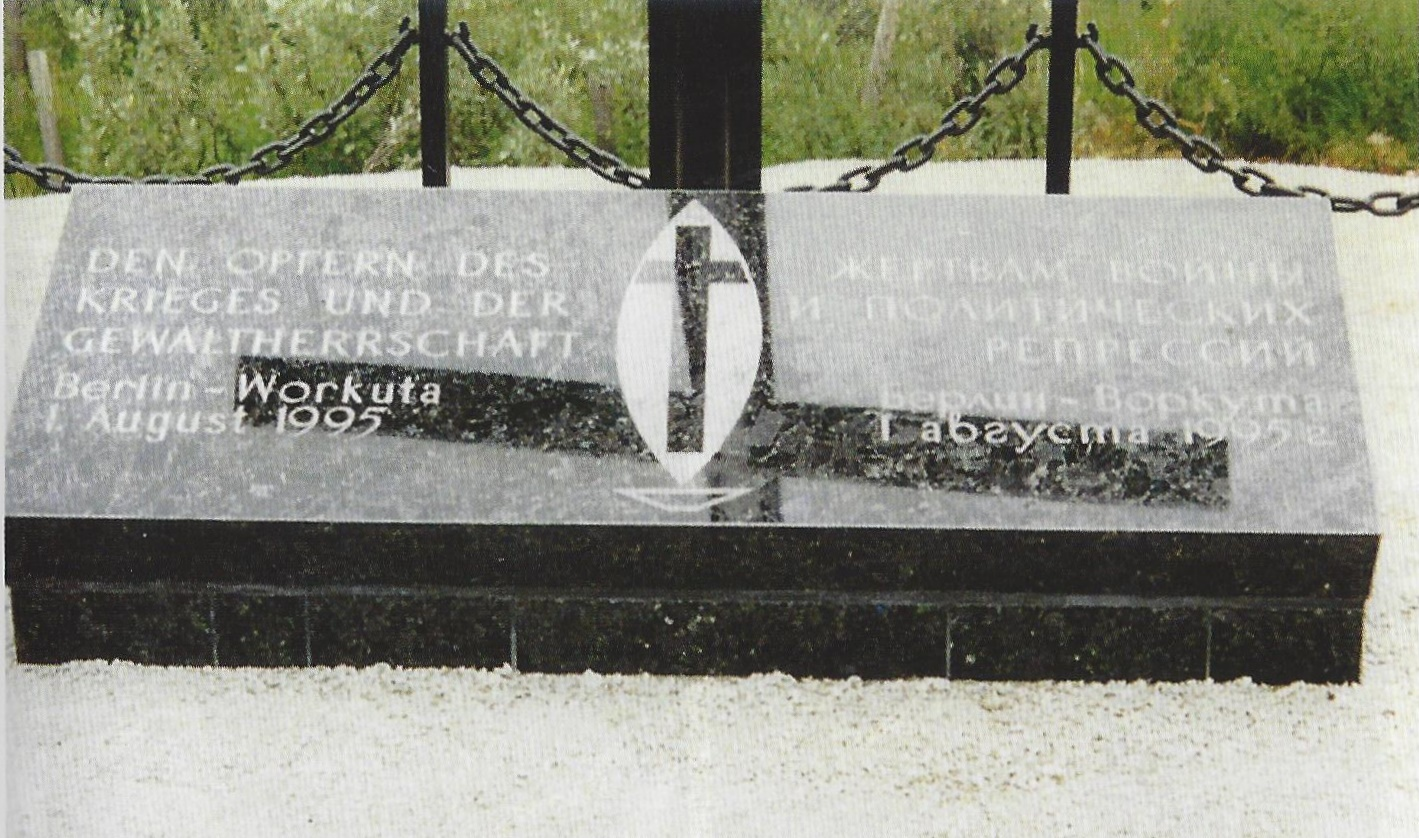
Gedenkplatte in Workuta (1995)

Während des Zusammenbruchs der Sowjetunion wurde Zwangsarbeit auch justiziell durch das im Oktober 1991 in Kraft getretene Gesetz „Über die Rehabilitierung von Opfern politischer Repressalien“ thematisiert. Dieses Gesetz ermöglicht es ehemaligen Gefangenen (oder, wenn der ehemalige Häftling bereits verstorben ist, deren Angehörigen/Freunden/Mithäftlingen) einen Antrag auf Rehabilitation zu stellen und dadurch auch offiziell bestätigt zu bekommen, dass sie Opfer eines repressiven Systems waren. Insbesondere die Anerkennung des erlittenen Unrechts war den Zwangsarbeitern von Workuta wichtig, da sie, was zum Beispiel Renten- und Pensionsansprüche angeht, anders behandelt werden als etwa ehemalige Häftlinge in deutschen Arbeitslagern während der nationalsozialistischen Diktatur. Vorher bestand das Gefühl, Opfer „zweiter Klasse“ zu sein. Betroffene betonten, es gehe nicht um Finanzielles, sondern um den fehlenden Respekt, den man den Opfern entgegenbringt.
Die Internetseite workuta.de erinnert an das Arbeitslager Workuta und an die Schicksale dutzender Häftlinge anhand von Lebensläufen.
Das niederländisch-belgische Musikprojekt Gulaggh, das bekannt dafür ist, die Schreie von Psychiatriepatienten auf seinen Tonträgern festzuhalten, widmete dem Arbeitslager unter dem Titel Vorkuta ein Album. Um die Bedingungen authentisch nachzustellen, wurden klassische Instrumente im Stil von Noise und Black Metal eingespielt und mit den Schreien von mehr als 40 Frauen und Kindern gemischt.